# 范正伟
范正伟（1980年8月—），陕西绥德人，北京大学毕业，中华人民共和国编辑，现任《环球时报》社长兼党委书记。

## 生平
1980年，范正伟出生在陕西省绥德县。2006年从北京大学毕业后，范正伟进入人民日报社。2021年12月，范正伟出任《环球时报》社长兼党委书记，《人民日报》国际部副主任吴绮敏则出任总编辑。